# رالف هاميلتون
رالف هاميلتون (10 يونيو 1921 في الولايات المتحدة - 3 يونيو 1993 بفورت واين في الولايات المتحدة) (بالإنجليزية: Ralph Hamilton)‏ هو لاعب كرة سلة أمريكي في مركز مدافع مسدد الهدف. لعب مع ديترويت بيستونز.

## وصلات خارجية
- رالف هاميلتون على موقع إن بي أي (الإنجليزية)
- رالف هاميلتون على موقع سبورتس رفرنس (الإنجليزية)
- رالف هاميلتون على موقع ريلجم (الإنجليزية)
- رالف هاميلتون على موقع بروبوليرز (الإنجليزية)
- رالف هاميلتون على موقع سبورتس رفرنس (الإنجليزية)